# 阿富汗
阿富汗是位于亚洲中南部的内陆国家，坐落在亚洲的心脏地区。根据地理分区的不同定义，阿富汗被认为处在南亚、中亚、西亚、中东。阿富汗是擁有多样文化的国家，因地理上位于东方与西方的交界點，古时曾是重要的贸易中心和游牧民族的迁居途徑。阿富汗拥有重要的地缘战略位置，连接着亚欧大陆的各个主要国家，其与大部分毗邻的国家有着宗教上、语言上相当程度的关联。阿富汗的北部和土库曼斯坦、乌兹别克斯坦、塔吉克斯坦接壤，东部与中華人民共和國接壤，南部与巴基斯坦接壤，西部与伊朗接壤。阿富汗地形以山区為主。
1919年8月19日，第三次英國-阿富汗戰爭結束後，末代阿富汗埃米尔阿曼諾拉汗宣告阿富汗的獨立主權。1973年，巴拉克宰王朝統治的阿富汗王國遭不流血政變推翻，成立阿富汗共和國。之後再歷經軍事政變、蘇聯入侵和軍閥內戰，先後成立了阿富汗民主共和國、阿富汗伊斯蘭國和阿富汗伊斯蘭酋長國（也称塔利班政權）。2001年，阿富汗伊斯蘭酋長國因阿富汗戰爭倒台。2004年1月26日，美国扶持的阿富汗伊斯兰共和国成立。2021年8月美軍宣布撤出阿富汗後，塔利班迅速擊潰政府軍佔領絕大多數阿富汗領土，8月15日攻入喀布爾後總統加尼逃到国外；8月17日阿富汗第一副总统阿姆鲁拉·萨利赫宣布依据阿富汗宪法就任代理总统，與國防部長比斯米拉·汗·穆罕默迪、阿富汗駐塔吉克斯坦大使阿格巴尔組成潘傑希爾抵抗勢力；阿富汗伊斯蘭共和國常駐聯合國代表古拉姆·伊薩克扎伊（英語：Ghulam M. Isaczai）呼籲联合国不要承認以武力奪權的政權。
2021年8月19日下午，塔利班取得勝利後，正式宣布重建「阿富汗伊斯蘭酋長國」，定8月19日為國慶日，恢復1996年-2001年塔利班時期的國旗和國徽，並組建政教合一的伊斯蘭酋长国政府，同時向所有人保證將為公民和外交團體提供安全保障。

## 名称
中文的“阿富汗”这一译法首见于1856年美北长老会在华传教士祎理哲（英語：Richard Quarterman Way）编译的《地球说略》。在1879年與英國所簽署的《甘達馬克條約》中，阿富汗一詞首次以現代國家名稱意義使用
阿富汗的普什圖語和達利語名稱中，的音譯是「阿富汗尼斯坦」和「阿富汗斯坦」。然而，阿富汗斯坦和阿富汗民族這兩個名稱一樣古老，在十世紀的地理書《世界境域志》就紀錄了這一稱呼。語綴詞“斯坦”是波斯語中的土地。前面“阿富汗”一词源于古代一酋长的名字，也有傳說說此酋长是古犹太国王掃羅王的孫子Afghana，也有學者認為阿富汗的意思是“騎手”、“飼馬者”或“騎兵”，其原字源是“馬”，波斯人用阿富汗一詞（Afghān，薩珊王朝時所稱的東方部落民族“Abgân”）指最大民族普什圖人。因此，阿富汗斯坦在普什圖語就是指「阿富汗人的土地」或「普什圖人的土地」。另一种说法是因为阿富汗多高原山地，居民大多居住山区，阿富汗这一名来自古波斯语，为“山上人”，即“山人国”之意。

## 历史
根據考古發現，距今五萬年前已經有先民在阿富汗定居，阿富汗通常被称为中亚的十字路口，它的历史充满战争和社会动荡。历史上，这个如今称为阿富汗的地区处在各个时期许多主要帝国的边缘，主要有波斯帝国、孔雀王朝、贵霜王朝、唐朝、莫卧儿帝国、清朝和大英帝国，其他还有包括成吉思汗和亚历山大大帝所建立的大帝国。在漫长歷史裡，阿富汗經歷了無數的侵略和征服，或由當地軍閥編組大軍，入侵週邊鄰邦，自成一國。艾哈邁德·沙阿·杜兰尼在18世纪中叶，开创了一个首都位于坎大哈的巨大帝国：杜兰尼帝国。随后，帝國大部分的领土被割让给以前的邻国们。在十九世纪，阿富汗变成了英国和俄罗斯帝国大博弈中的緩衝區。

### 古代
- 希腊-巴克特里亚王国（约前250年—约前135年）
- 贵霜帝国（公元1世纪—3世纪）
- 唐朝羁縻的吐火罗叶护国（659年—751年）
- 阿拉伯帝国（751年—820年）
- 加茲尼王朝（962年—1151年）
- 古爾王朝（1151年—1215年）
- 卡尔提德王朝（1245年—1389年）
- 帖木儿王朝（1389年—1507年）
- 莫卧儿帝国和萨非王朝（16世纪—1747年）
- 汉达基王朝（1709年—1738年）
- 杜蘭尼王朝（杜兰尼帝国）（1747年—1823年，1839年—1842年）
- 巴拉克宰王朝（1823年—1839年，1842年—1973年）
- 阿富汗酋长国（1823年—1839年，1842年—1926年）
- 阿富汗王国（1926年—1973年）

### 近代

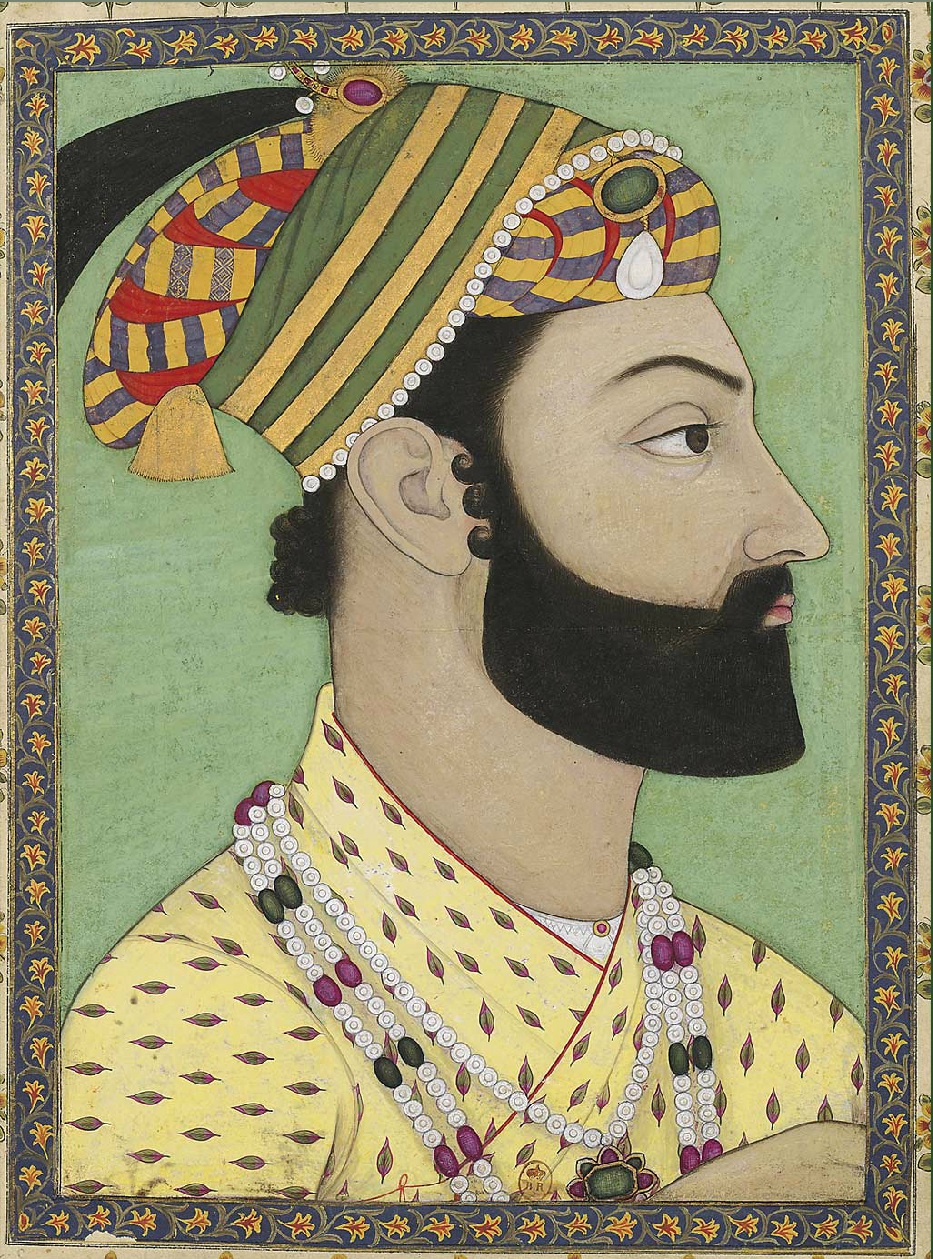
阿富汗第一個統一的獨立王朝的创建者艾哈迈德沙·杜兰尼

今天的阿富汗是从1746年开始在杜兰尼王朝下建立的，阿富汗王国建立于1747年，19世纪后，国力日衰，成为英国和沙俄的角逐场。國家主權的獨立于1919年阿曼努拉汗国王在位時，向英國要求簽訂平等條約，引發了第三次抗英戰爭，並在戰爭中獲得勝利，才終於在1921年11月22日重簽平等新約後，脫離英國的控制。在英国干涉阿富汗期间，普什图族领地被杜兰线分成两个部分，结果导致了阿富汗和英属印度以及后来的巴基斯坦之间关系紧张的原因，被称为普什图尼斯坦争端。1919年8月19日，随着第三次英阿战争的結束，阿富汗从英国手中夺回完全独立的地位，并且排除外来的干涉勢力。
自1900年，13位當權者因非民主事件無法完成任期：1919年（暗殺）、1929年（辭職）、1929年（處決）、1933年（暗殺）、1973年（罷免）、1978年（處決）、1979年（處決）、1979年（處決）、1987年（免職）、1992年（推翻）、1996年（推翻）、2001年（推翻）和2021年（推翻）。
阿富汗最後的穩定時期是国王穆罕默德·查希爾·沙阿所统治的1933年至1973年期間，期間城市地區已經初步現代化，但1973年穆罕默德·查希爾·沙阿的同父兄弟穆罕默德·達烏德汗發動政变奪權，廢除君主制。到1978年，阿富汗人民民主党在苏联的支持下發動另一次政变并夺取政权，穆罕默德·達烏德汗和絕大部分家庭成員被殺害後，國家開始風雲變色。
其後的左派政府，伴隨而來的是自其內部產生可觀的反對及衝突，而蘇聯軍隊在蘇聯共產黨總書記列昂尼德·勃列日涅夫指示下，於1979年12月24日悍然發動侵略，殺害了阿富汗人民民主黨總書記哈菲佐拉·阿明，以巩固該國鍾意的亲苏政府，隨後1978年8月美國政府運用資金資助反政府的圣战者，开始长达十年的阿蘇戰爭。面對不斷增加的國際壓力和自美國、巴基斯坦和其他外國政府訓練的圣战者戰士所造成約15000蘇聯士兵的陣亡之下，蘇聯在1989年撤軍。

#### 內戰時期與崛起的塔利班
大約从1970年代晚期開始，阿富汗历经连续且暴虐的内战至今國家仍不能穩定，期间就包含许多國際勢力在各種形式上的调停及干涉，如苏联1979年入侵阿富汗戰爭導致基礎建設被摧毀的重大倒退，塔利班自1996年开始支配這個国家之後又發生了911事件，換成美国介入阿富汗戰爭，最終在2001年推翻了塔利班政权等等。
1979年苏联军队入侵，处决了阿富汗人民民主党总书记哈菲佐拉·阿明。但10年后，因受到反蘇的聖戰者游击队的反抗而被迫提前撤出。很快的，1992年苏联扶植的穆罕默德·纳吉布拉政权也跟著彻底垮台，戰亂中的阿富汗從此陷入分裂至今。聖戰者不同的派系間持續殺戮，造成軍閥割據，内部冲突产生各种聖戰者游击队的派别。最嚴重的衝突在1994年喀布爾發生，約一萬人在教派衝突中被殺。
推翻了苏联扶植的阿富汗民主共和国的圣战者们，建立了阿富汗伊斯兰国，但是國家破敗並沒有開始重建，就已經因為内部矛盾持续，纷争不断。与此同时，發源於阿富汗坎大哈地區的伊斯蘭原教旨主义運動组织-塔利班，于1994年兴起，逐渐發展具有政治與宗教武力的團體，最終在1996年攻陷喀布尔获取政權，得以佔領90%的國土，1997年10月改国名为“阿富汗伊斯兰酋长国”，在阿实行伊斯兰统治。而反对塔利班的阿富汗北方聯盟主要在東北方佔有一席之地。塔利班運用回教沙里亞法規，對與恐怖主義有關聯的個人和組織提供庇護和協助，特別是乌萨玛·本·拉登的基地組織。

#### 伊斯蘭共和國時期

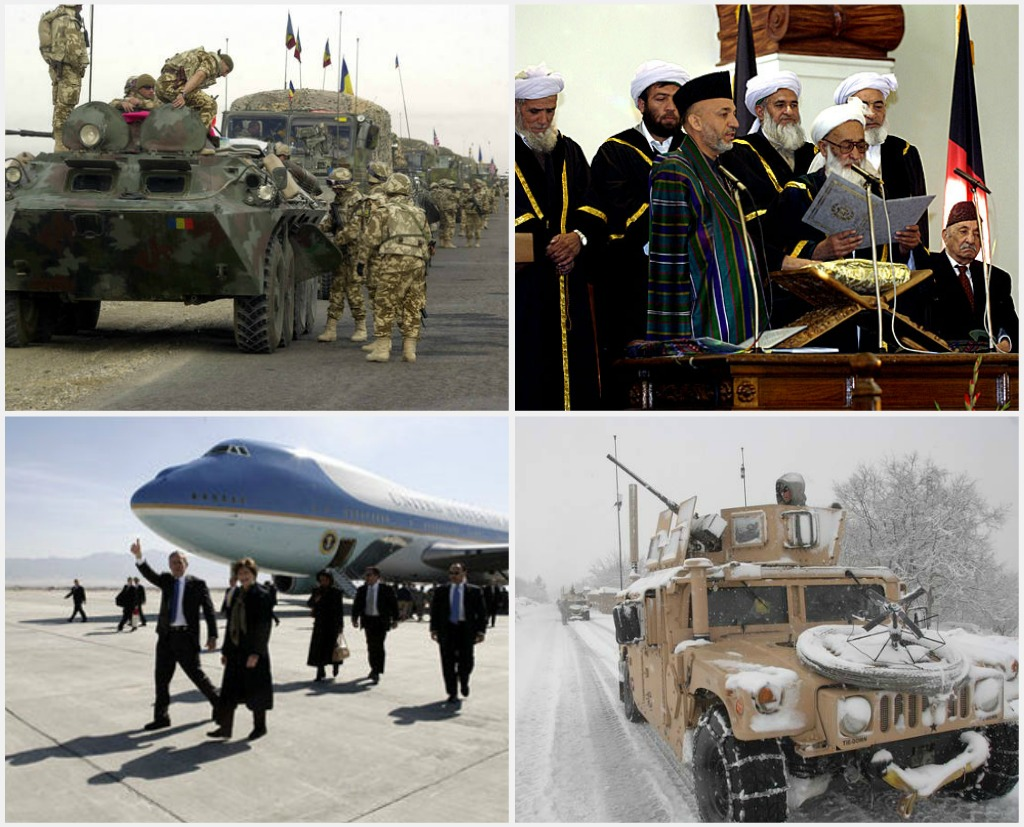
2003年－2008年美國支援阿富汗

美國與其盟友隨着2001年發生的911事件後发起阿富汗战争以及同时支持反对塔利班的北方联盟让塔利班酋长国政权瓦解。在2001年末，北方联盟以及阿富汗各族裔代表与各阶层代表在德國波昂举行会议，并同意建立一个新的临时政府和选择哈米德·卡爾扎伊为新临时政府主席，其於2001年12月就任臨時政府主席，2002年6月成立过渡政府。大会确定在2004年进行政权的重建进程，确立新宪法及筹备总统选举。2004年1月26日新政權宣佈改國號為阿富汗伊斯蘭共和國，並在2004年10月9日舉行選舉，哈米德·卡尔扎伊成为了阿富汗伊斯蘭共和國的第一位民选总统。但实际上，阿富汗政府很不穩定，仍然处于被美军占领状态才能生存。
2005年3月3日至25日間，阿富汗連續發生多次強烈地震，因而受到重創。死亡人數超過1800人，數以千計的房屋倒塌，受傷人數超過4000人。薩曼甘省和巴格蘭省先後在3月3日及25日發生地震，巴格蘭省的地震破壞力較大，死亡人數佔整個地震時期的大部分，國際社會紛紛向阿富汗政府提供協助。2005年底，阿富汗仍呈現極度貧窮與軍閥割據的現象，久經戰亂而破壞的基礎設施、大量未爆地雷與其它的權威統治，加上大量非法鴉片與海洛因毒品貿易充斥其中，以及來自部分根植於基地組織與塔利班餘眾所發起的軍事與暴力行動仍在持續。

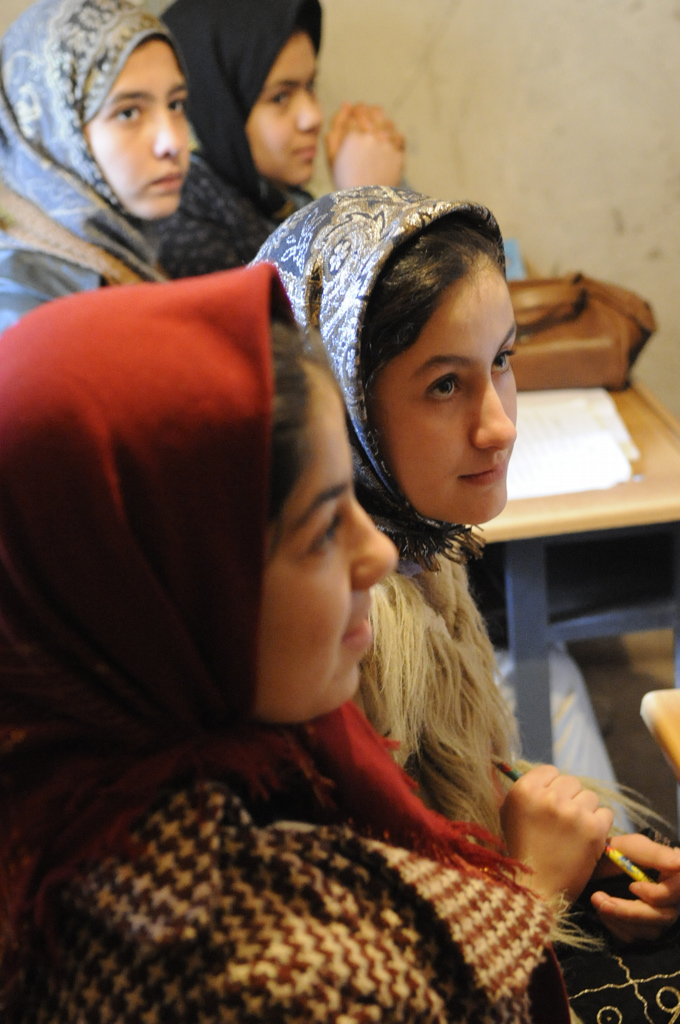
軍營保護區的中學
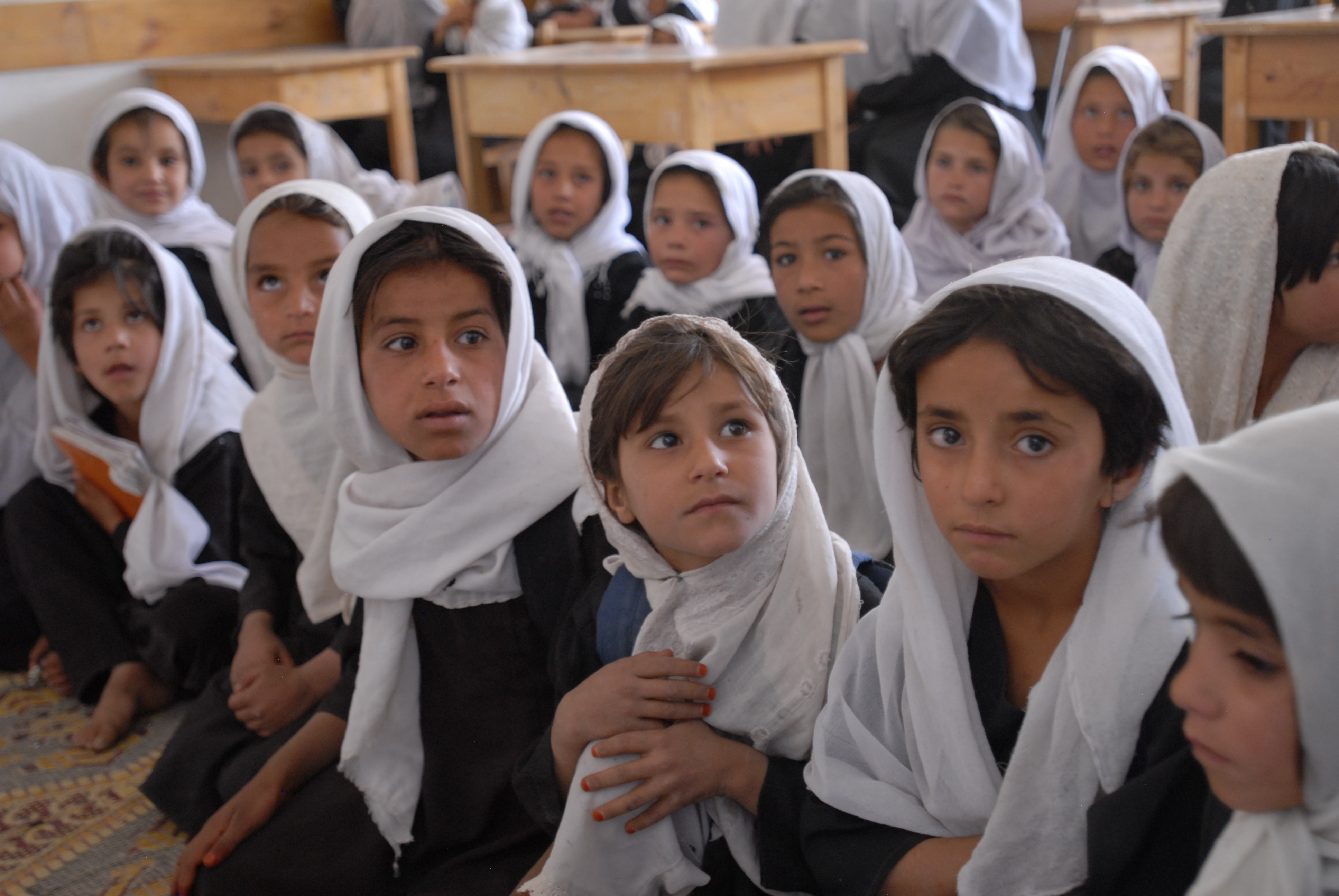
軍營保護區的小學
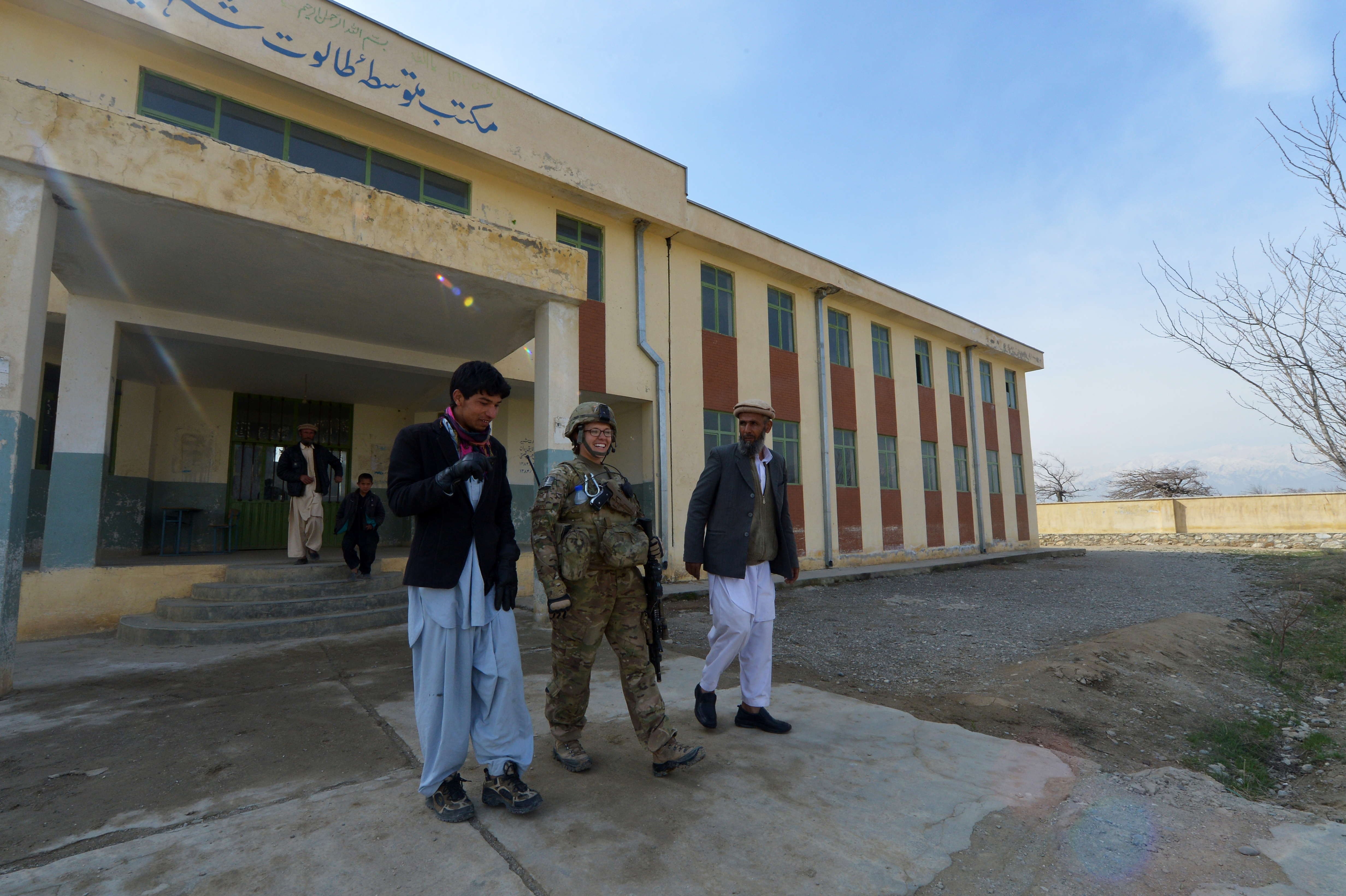
755師附設綜合學校
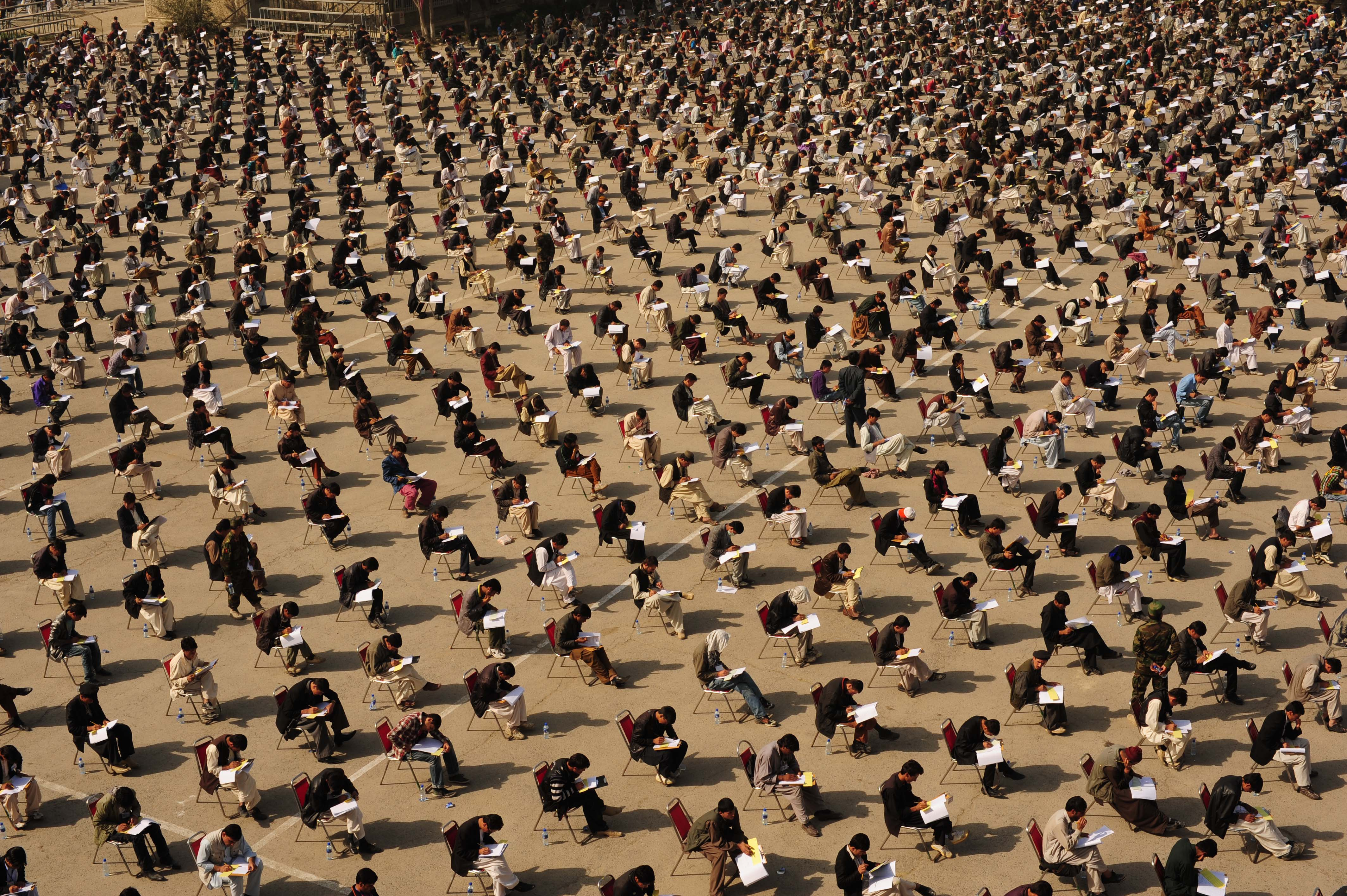
露天小學

2009年8月，阿富汗举行第二次总统选举，卡尔扎伊取胜，同年11月就职。2014年阿富汗举行总统选举，同9月29日阿什拉夫·加尼·艾哈迈德扎伊宣誓就职阿富汗总统，阿卜杜拉·阿卜杜拉被任命为首席执行官。隨後阿富汗政治與經濟重建雖取得積極進展，但安全局勢持續不靖，塔利班依舊活躍，腐敗、毒品氾濫等問題也威脅阿富汗的穩定和發展。 2010年10月，阿富汗成立由前總統拉巴尼任主席、眾多前聖戰領導人參加的高級和平委員會，負責推動阿富汗政府與塔利班等反政府武裝和談。2011年9月拉巴尼遇刺身亡，阿富汗和解進程嚴重受挫。2012年1月，阿富汗塔利班宣佈在卡塔爾設立和談辦公室，用以與美國等接觸和談，後因發生駐阿美軍焚燒《古蘭經》和槍殺阿富汗平民等事件，塔利班宣布中止與美國接觸。2013年6月，阿塔以“阿富汗伊斯蘭酋長國”名義宣佈在卡塔爾首都多哈成立塔利班辦事處，引起阿政府強烈不滿。在各方壓力下，阿塔被迫取消有關稱謂，但該辦事處實際仍在運轉。
在多年军事行动收效无果的情况下，美国曾决定于2014年撤离阿富汗。2015年7月，塔利班同阿政府在巴基斯坦舉行首輪公開和談，後因塔領導人奧馬爾死訊曝光而和談中止，迄未取得實質性進展。2020年2月29日，美國與阿富汗塔利班在卡塔尔首都多哈簽署協議，美軍將在14個月內全面撤出阿富汗，結束18年來的武裝衝突。

#### 塔利班復辟

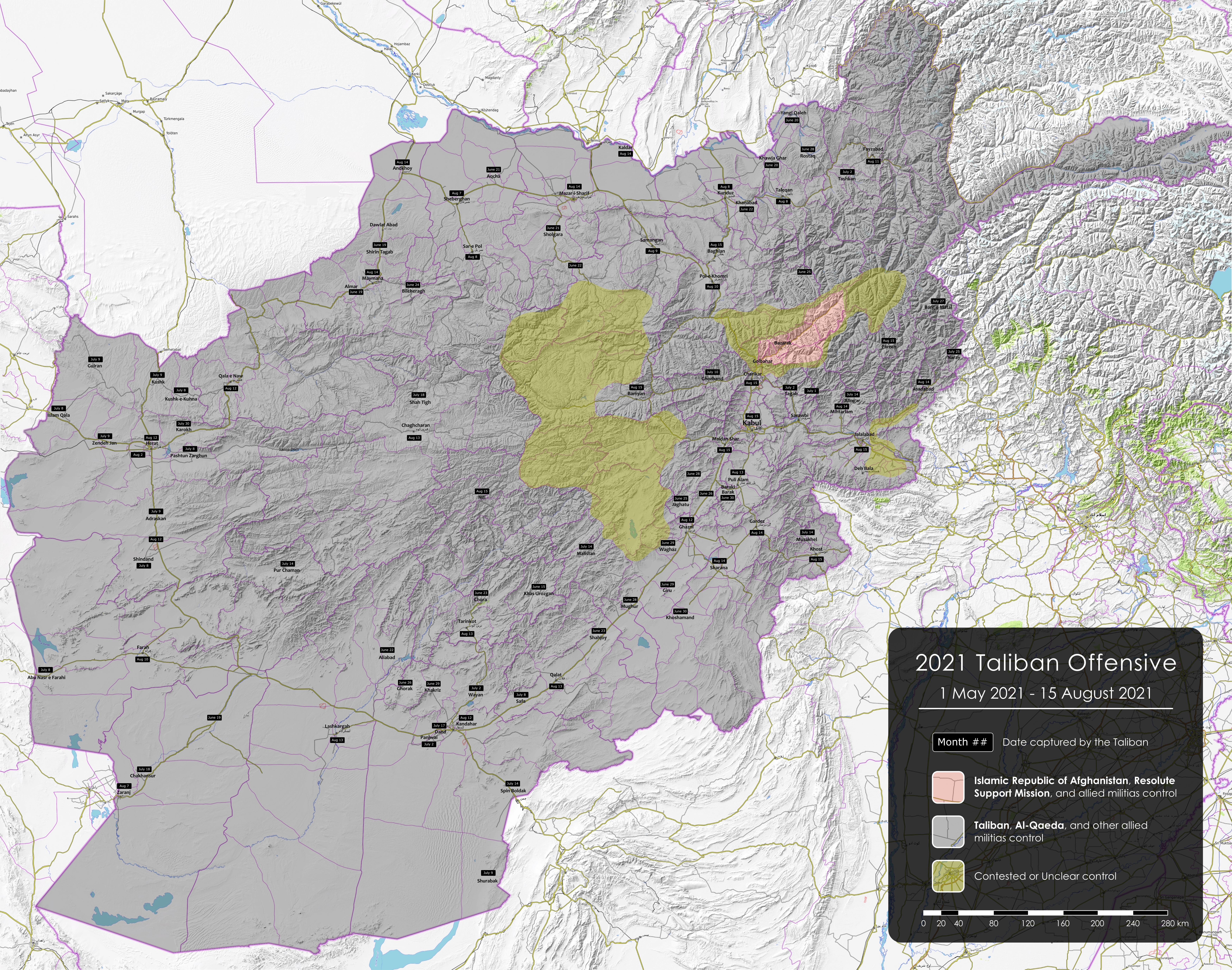
阿富汗伊斯蘭共和國政府控制（粉红）
塔利班控制（灰）
爭奪中或不明（黄）

2021年8月，塔利班為了恢復1996至2001年間以伊斯蘭教法嚴格掌控的阿富汗，在美軍撤軍阿富汗的同时大举进攻。2021年8月15日，塔利班已經奪下首都喀布爾及阿富汗第二、第三、第四大城坎達哈、赫拉特和马扎里沙里夫。美国、英国等国派出部队撤离大使馆人员和侨民，而塔利班则先后访问伊朗、巴基斯坦和中国等国以寻求支持，無後顧之憂地快速攻佔原阿富汗政府控制的大多數國土，加速了控制阿富汗更多领土的步伐，并宣布坚持政治进程，8月15日塔利班进入喀布尔後总统阿什拉夫·加尼·艾哈迈德扎伊逃往國外，阿富汗内政部公告將成立由塔利班主导的临时政府，將商討如何和平進行權力過渡。8月19日國慶日，塔利班在喀布爾正式宣布重建「伊斯蘭酋長國」，而第一副總統阿姆魯拉·薩利赫則於8月17日宣布自己依《阿富汗憲法》就任阿富汗伊斯蘭共和國看守總統，领导潘杰希尔抵抗势力繼續抵抗塔利班政權。
2021年8月29日，塔利班高等教育代理部长哈卡尼宣布将允许女性接受高等教育，但禁止男女合班，9月中宣佈允許男性學生與教師可重返中學受教與教書，等於禁止女性接受中等教育。2021年9月7日，阿富汗塔利班宣布组建临时政府，其中海巴图拉·阿洪扎达為最高領導人，頭銜為「信士的長官」（埃米爾），阿卜杜勒·加尼·巴拉达尔則出任代理副總理。9月8日，阿富汗内政部宣佈示威抗议活动需要事先取得司法部的许可并向安全部门报备。未经许可的示威抗议活动都将受到法律制裁。9月11日，阿富汗总理穆罕默德·哈桑·阿洪德在前政府的总统府外升起塔利班旗帜，被认为是标志着新政府正式开始工作。9月12日，卡塔尔副首相兼外交大臣阿勒萨尼率團訪問阿富汗並會見塔利班临时政府代理总理哈桑·阿洪德。这是塔利班组建临时政府以來首个到访阿富汗的國家領導人代表团。
2021年11月10日，阿富汗塔利班发言人表示，近三个月以来，阿富汗临时政府已逮捕600名伊斯兰国武装分子。
2022年5月7日，塔利班下令婦女非必要不離家，並且應該在公共场合蒙面以及穿戴波卡。如果女性违反規定，其本人和男性亲属都會受到惩罚。塔利班1996年至2001年全國執政期間就下達過類似措施。
2022年5月15日，阿富汗塔利班當局表示正在组建一支规模为15万人的正规军，並已招募13万余人。
2022年11月中旬，阿富汗塔利班最高领导人海巴图拉·阿洪扎达命令司法机构按照伊斯兰教法实施惩罚。
2022年12月20日，塔利班政府高等教育部代理部长命令全国所有私立和公立大学立即禁止妇女上課。12月21日，塔利班官员禁止女性担任学校的教师等工作。之後阿富汗塔利班又下令禁止女性为非政府组织工作。2023年1月，塔利班下令禁止女性在商場工作。2月，塔利班政府在阿富汗的两个主要城市禁止销售避孕用品，称女性采取避孕措施是西方控制穆斯林人口的阴谋。7月，塔利班下令女性美容院1個月內歇業。7月29日，阿富汗劝善惩恶部在赫拉特城焚烧没收来的乐器和设备，他们认为音乐不道德。

## 政治

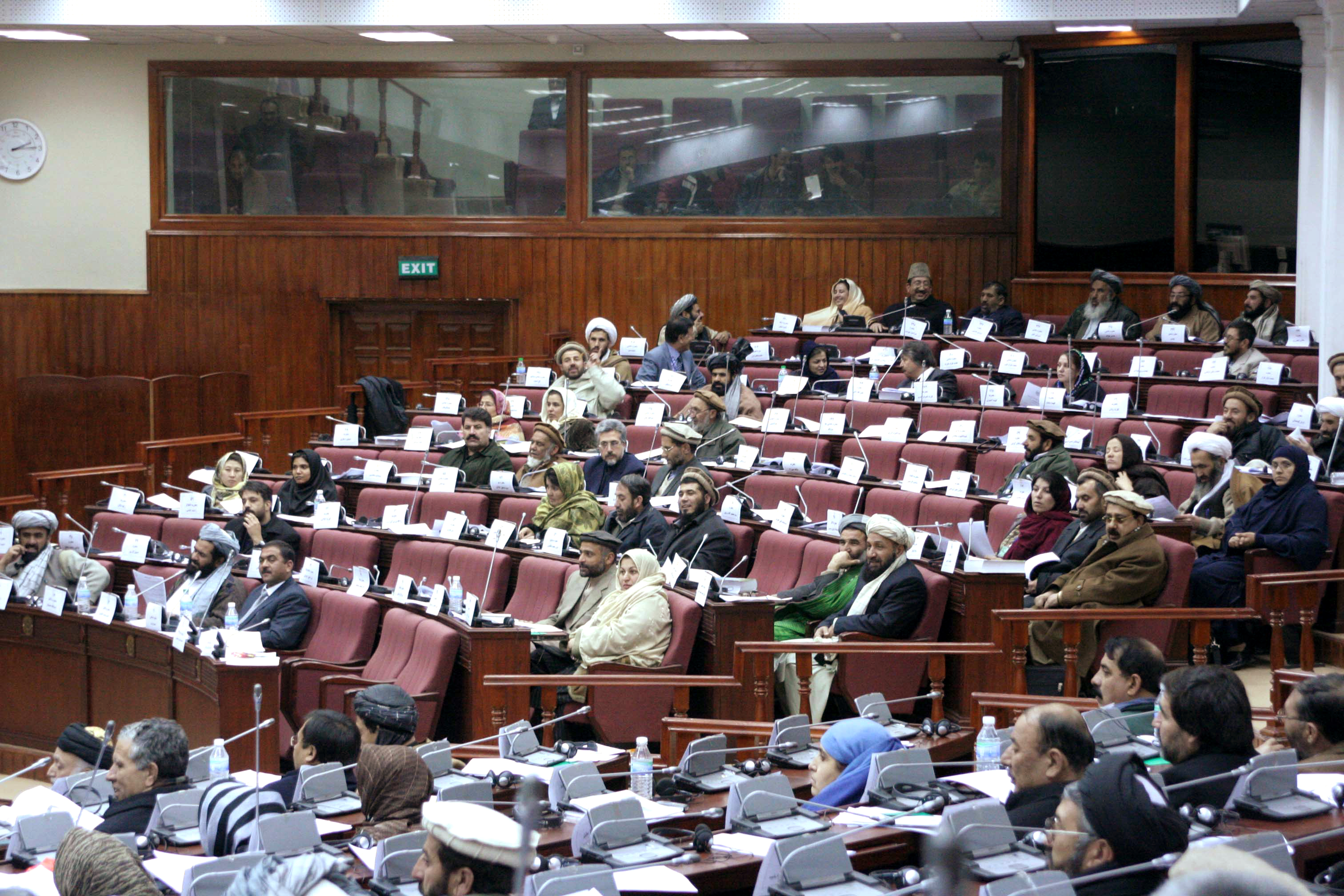
阿富汗国民议会（2006年）

阿富汗伊斯兰共和国时期，该国貪腐問題嚴重，在透明国际發表的「2015年全球廉洁指数」中，阿富汗排名倒數第三的第166位，僅高於朝鮮民主主義人民共和國和索馬里。透明國際在2016年的一份報告中指國際社會向阿富汗提供的援助資金有八分之一被高官私吞。
2021年塔利班再次接管政权，並就该国下一阶段向阿富汗人民和国际社会发出了保证訊息，并确认进行组建包容性政府的谈判。發言人稱塔利班承诺根据伊斯兰教法尊重妇女和少数民族的权利以及言论自由，并指出该运动并不排斥任何人，正如州长等职位上就职人员所证明的那样。并强调，塔利班不会允许任何人利用阿富汗领土针对任何一方，称塔利班不想干涉别国事务，也不想允许别国干涉阿富汗事务。
2025年1月23日，國際刑事法院以危害人類罪對塔利班领导人毛拉韋·海巴圖拉·阿洪扎達及其首席法官阿卜杜勒·哈基姆·哈卡尼發佈全球通輯令，控訴其自2021年奪取政權以來，實際欺凌迫害阿富汗婦女和女孩，剝奪其行動自由、身體控制、受教育與基本私人和家庭生活的權利，並對不服從和反對者施以包括謀殺、監禁、酷刑、強姦和其他性暴力方式的殘硞鎮壓。

### 塔利班领导层
| 普什图语姓名      | 中文译名                   | 身份或职责                       | 备注                                                                            |
| ----------------- | -------------------------- | -------------------------------- | ------------------------------------------------------------------------------- |
| هبت الله اخونزاده | 毛拉韦海巴图拉·阿洪扎达    | 信士的长官                       | 2016年接任最高领导人                                                            |
| عبدالغنی برادر    | 毛拉阿卜杜勒·加尼·巴拉达尔 | 第一副埃米尔，主管政治事务       | 参与2001年至2021年阿富汗战争期间的和平进程（即多哈谈判） 2010年被捕，2018年获释 |
| ملا محمد يعقوب    | 穆拉穆罕默德·雅各布        | 第二副埃米尔，主管军事           | 穆罕默德·奥马尔之子                                                             |
| سراج الدين حقاني  | 毛拉西拉朱丁·哈卡尼        | 第三副埃米尔，“哈卡尼网络”指挥官 | 贾拉鲁丁·哈卡尼之子                                                             |
| عبدالحکیم حقاني   | 阿卜杜勒·哈基姆·哈卡尼     | 首席法官                         |                                                                                 |

### 共和国残余的武装反抗
2021年8月17日起，共和國时期的副總統薩利赫和小馬蘇德統帥阿富汗民族抵抗阵线持續抵抗塔利班。

### 阿富汗政權變遷
| 時期 | 國名                                                       | 中央政權 | 地方政權與實力派系 | 中央政權或地方政權被推翻的原因（政變或戰爭） |
| --- | ---------------------------------------------------------- | --- | --- | --- |
| 1926年－1973年 | 阿富汗王國                                                 | 巴拉克宰王朝 君主制政權 （全國） | | - 七月政變：達烏德汗在蘇聯的支持下，乘阿富汗國王穆罕默德·查希爾沙在國外治病之機發動政變，巴拉克宰王朝垮台。 |
| 1973年－1978年 | 阿富汗共和國                                               | 達烏德汗政府 共和制政權 （全國） | | - 四月革命：親蘇聯共產主义政黨阿富汗人民民主黨奪權，達烏德汗政府垮台。 |
| 1978年4月30日－1979年12月27日 | 阿富汗民主共和國                                           | 塔拉基政府，親蘇 →阿明政府，反蘇 阿富汗人民民主黨人民派 共產主义共和制政權 （全國）                                                                                      | | - 苏阿战争：蘇聯攻入阿富汗，建立卡爾邁勒政府，阿明政府垮台。 |
| 1979年12月27日－1992年4月28日 | 阿富汗民主共和國 →阿富汗共和国                             | 卡爾邁勒政府，親蘇 →納吉布拉政府，親蘇 阿富汗人民民主黨旗幟派 共產主义共和制政權 （部分地區）                                                                            | 聖戰者反蘇組織 （各地游擊）共有： - 遜尼派七黨聯盟註1 - 伊斯蘭黨 希克馬蒂亞爾（普族） - 伊促會 拉巴尼（塔族） - 伊斯蘭黨卡力斯派 哈利斯（普族） - 伊斯蘭聯盟 薩亞夫（普族） - 什葉派八黨聯盟註2 - 阿伊運 莫希尼（普族） - 其他聖戰者勢力 - 伊統黨 馬扎里（哈族） - 潘傑希爾谷地 馬蘇德（塔族） - 民伊運 杜斯塔姆（烏族） - 聖戰者指揮官 哈克（普族） - 全球聖戰之父 阿扎姆 | - 1992年阿富汗聖戰者攻入喀布爾：蘇聯與聖戰者達成停火協定，並撤出阿富汗後，阿富汗聖戰者攻入喀布爾，納吉布拉政府垮台。 |
| 1992年4月28日－1996年9月27日 | 阿富汗伊斯蘭國                                             | 拉巴尼政府（塔族） 世俗化共和制政權 （首都和中部） 支持拉巴尼的阿富汗軍閥 （分布全國）共有： - 伊促會 馬蘇德（塔族） - 伊促會 法希姆（塔族） - 伊促會 伊斯梅爾汗（塔族） | 反對拉巴尼的阿富汗軍閥 （分布全國）共有： - 伊斯蘭黨 希克馬蒂亞爾（普族） - 民伊運 杜斯塔姆（烏族） - 伊統黨 馬扎里（哈族） 塔利班 奥马尔（普族） 1994年9月成立 （坎大哈省，西南部擴張） | - 阿富汗內戰 (1992年－1996年)：阿富汗伊斯蘭黨希克馬蒂亞爾與拉巴尼政府内讧，軍閥混戰摧毀國家的經濟與社會秩序。 - 1996年進軍喀布爾戰役：阿扎姆的徒弟奥马尔於1994年創立塔利班後，先是擊敗希克馬蒂亞爾，最後於1996年攻陷喀布爾。希克馬蒂亞爾軍閥被滅，拉巴尼政府垮台，拉巴尼投奔東北其他軍閥。 |
| 1996年9月27日－2001年11月13日 | 阿富汗伊斯蘭酋長國                                         | 塔利班政權（普族） 伊斯兰原教旨主义政權 （除東北部以外，幾乎全國） | 北方聯盟（解放阿富汗聯合陣線） （東北部）共有： - 伊促會 拉巴尼 （塔族） - 伊促會 馬蘇德（塔族） - 民伊運 杜斯塔姆（烏族） - 伊促會 法希姆（塔族） - 伊促會 伊斯梅爾汗（塔族） | - 2001年九一一襲擊事件：阿扎姆的徒弟賓拉登建立蓋達組織後，策畫襲擊紐約的恐怖攻擊事件。而後賓拉登投奔同為阿扎姆徒弟的塔利班領導人奥马尔，並受其保護。這引來美英等西方國家聯軍發動反恐戰爭討伐塔利班。 - 阿富汗戰爭 (2001年)：北方聯盟與美英等西方國家聯軍擊敗塔利班，塔利班政權垮台。 |
| 2001年11月13日－2021年8月15日 | 阿富汗伊斯蘭國 →阿富汗伊斯蘭國過渡时期 →阿富汗伊斯兰共和国 | 阿富汗臨時政府，親美→阿富汗伊斯蘭共和國政府，親美 伊斯兰民主主義共和制政權 （除西南部以外，幾乎全國）                                                                    | 塔利班（普族為主） （西南部，含坎大哈省） | - 2021年塔利班攻勢：美軍撤出阿富汗後，阿富汗軍隊難以抵擋塔利班攻勢，再加上有巴基斯坦塔利班運動等境外勢力支持下，塔利班政權於該年8月幾乎攻佔阿富汗全國。 - 2021年： - 8月15日，共和國文人總統加尼逃亡國外，阿富汗伊斯蘭共和國政府垮台。而軍閥杜斯塔姆（烏族）逃亡烏茲別克，軍閥伊斯梅爾汗（塔族）投降塔利班。 - 8月17日，共和國副總統薩利赫和軍隊統帥小馬蘇德（塔族）持續抵抗。 - 8月19日，塔利班正式組建阿富汗伊斯蘭酋長國中央政府。                                                          |
| 2021年8月19日－ | 阿富汗伊斯蘭酋長國                                         | 塔利班伊斯兰原教旨主义政權 （幾乎全國） | 全国抵抗阵线 阿富汗伊斯兰共和国看守政府 （潘傑希爾省山區等地） - 代總統 薩利赫（塔族） - 軍事指揮官 小馬蘇德（塔族） | - 2021年： - 9月6日，據傳阿富汗全國抵抗陣線發言人法希姆·達什提和將軍阿卜杜勒·沃杜德·薩拉（Abdul Wudod Zara）已在最新一波戰鬥中陣亡，達什提是知名的阿富汗記者。同日塔利班表示，反抗勢力在阿富汗最後的地盤潘傑希爾山谷已「完全被占領」。路透社稍後提到「社群媒體上照片顯示，塔利班成員目前已經站在潘傑希爾省長官邸的大門前」，在此稍早反抗軍領袖小馬蘇德透過臉書表態願在雙方停戰的前提下有條件和談。此外阿富汗前政府的消息人士告诉半岛电视台，阿姆鲁拉·萨利赫的確已离开潘杰希尔前往塔吉克斯坦。 |
| 2021年8月19日－ | 阿富汗伊斯蘭酋長國                                         | 塔利班伊斯兰原教旨主义政權 （幾乎全國） | 伊斯蘭國呼羅珊省 （未知其勢力範圍） - 沙哈卜·穆哈吉爾 | |
| 時期 | 國名                                                       | 中央政權 | 地方政權與實力派系 | 中央政權或地方政權被推翻的原因（政變或戰爭） |
| 附註： - 註1：七黨聯盟：七個遜尼派組織於為1982年成立阿富汗聖戰者伊斯蘭聯盟(七黨聯盟)，表格僅列出當地主要實力派，實際上有如下成員： 1. 阿富汗伊斯蘭黨 2. 阿富汗伊斯蘭促進會 3. 阿富汗伊斯蘭黨哈利斯派 4. 阿富汗伊斯蘭聯盟 5. 阿富汗伊斯蘭革命民族陣線 6. 阿富汗伊斯蘭民族救國陣線 7. 阿富汗伊斯蘭革命運動 - 註2：八黨聯盟：八個什葉派組織於1985年成立伊斯蘭革命聯盟(八黨聯盟)，總部伊朗，表格僅列出當地主要實力派，實際上有如下成員： 1. 伊斯蘭勝利黨 2. 伊斯蘭聖戰衛士 3. 伊斯蘭運動 4. 伊斯蘭黨 5. 真主黨 6. 伊斯蘭團結委員會 7. 伊斯蘭呼聲 8. 伊斯蘭力量 |                                                            | | | |

### 外交
阿富汗于1946年成为联合国成员国。历史上，阿富汗与德国关系密切，德国是1919年最早承认阿富汗独立的国家之一；苏联曾经为阿富汗军队提供了大量援助和军事训练，并于1921年和1978年签署了友好条约；印度于1950年与阿富汗签署了友好条约。由于杜兰线边界问题和巴基斯坦涉嫌参与阿富汗叛乱组织等各种原因，阿富汗与巴基斯坦的关系经常紧张。
现阿富汗伊斯兰酋长国目前仍然未得到国际承认，但与中国、巴基斯坦和卡塔尔有着显著的非正式关系。在前阿富汗伊斯兰共和国统治下，阿富汗与许多北约和盟国保持着友好关系，特别是美国、加拿大、英国、德国、澳大利亚和土耳其。2012年，美国与当时的阿富汗政府签署了《战略伙伴关系协议》，阿富汗成为美国的主要非北约盟友。2020年，美国和塔利班在卡塔尔多哈签署和平协议。2021年8月12日，聯合國与12个国家（美国、卡塔尔、中华人民共和国、乌兹别克斯坦、巴基斯坦、英国、德国、印度、挪威、塔吉克斯坦）和歐盟發佈聯合聲明，稱如果塔利班通過武力奪取政權將不會承認新成立的阿富汗政府。2022年7月，美国总统乔·拜登在塔利班重新掌权後撤销了阿富汗的盟友资格。

#### 中国
2021年7月，阿富汗塔利班政治委员会负责人巴拉达尔与中华人民共和国国务委员兼外长王毅在天津会见。中国提到阿富汗塔利班是阿富汗重要的军事和政治力量，希望塔利班推动阿富汗的和平和解，自主建立符合阿富汗自身国情、广泛包容的政治架构。中方强调，希望阿富汗塔利班打击东伊运等一切恐怖组织。中国于2024年接收了塔利班派驻的阿富汗驻华大使馆递交的国书，成为第一个接受塔利班大使的国家。

## 地理
阿富汗地理位置位于中亚，北方分别与土库曼斯坦、乌兹别克斯坦、塔吉克斯坦三国交界，东方和中华人民共和国接壤，东南方与巴基斯坦交界，西方和伊朗交界。阿富汗是一个内陆国家，从东北部到西南部横贯的兴都库什山脉将国家分开，形成一个瓦罕走廊。
阿富汗是中亚的一个內陸國和多山的国家，而平原分布在国家的北部与西南部地区。国境内最高点为诺沙克峰，距海平面7,485公尺（24,557英尺）高。全国大部份都是干燥的地区，干净的淡水供应很有限。锡斯坦内流盆地是世界最干燥的地区之一。大陆性气候，夏季炎热、冬季寒冷。该国地處阿拉伯板块、印度板块和欧亚板块之间的碰撞带内，常有小规模的地震，主要发生在興都庫什山的东北部山脉地区。有着647,500平方公里（249,984平方英里）大的面积，阿富汗是世界排名第41大的国家（排名在缅甸之后）。（相较之下，阿富汗面积略小于美国德克萨斯州）。
在阿富汗的东南方擁有金矿、银矿、铜矿、锌矿以及铁矿等的自然资源，亦擁有珍贵的宝石礦脈，诸如东北部的青金石、祖母绿和青蓝矿。在北部还可能蘊含重要的石油与天然气。另外也拥有煤炭、铬铁矿、滑石、重晶石、硫、铅和食盐等自然资源。然而，由于国家受到苏联入侵和随后爆发的内战影响，这些重要的矿产和能源资产多數保留原状而未加利用。这些矿产估计总值超过一兆美元。至今很多的计划正在进行，在不久的未来，将开始去开采这些能源與矿产。

## 行政区划

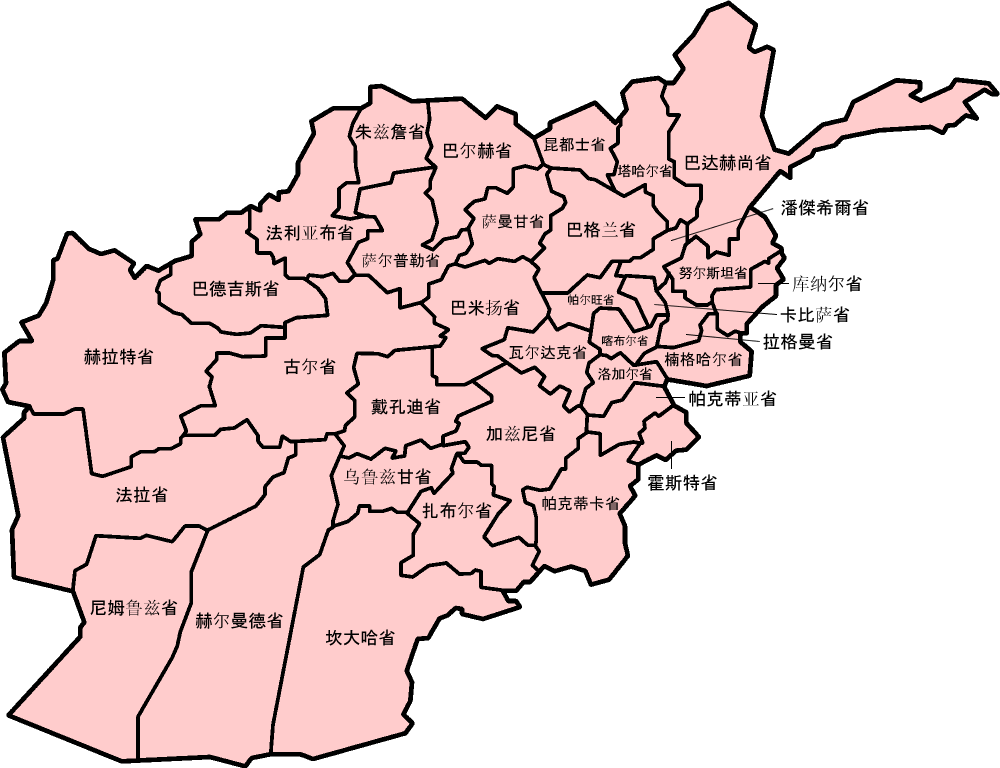
阿富汗行政區圖

阿富汗分為34個省（velayat），省下設縣、区、乡、村，首都为喀布尔。
| 省份       | 地圖編號 | ISO 3166-2:AF | 駕駛執照編號 | 省會           | 人口（2015年） | 面積（平方公里） | 縣份數量 | 聯合國分區 |
| ---------- | -------- | ------------- | ------------ | -------------- | -------------- | ---------------- | -------- | ---------- |
| 巴達赫尚省 | 30       | AF-BDS        | BDN          | 法扎巴德       | 950,953        | 44,059           | 29       | 東北阿富汗 |
| 巴德吉斯省 | 4        | AF-BDG        | BDG          | 瑙堡           | 495,958        | 20,591           | 7        | 西阿富汗   |
| 巴格蘭省   | 19       | AF-BGL        | BAG          | 普勒胡姆里     | 910,784        | 21,118           | 16       | 東北阿富汗 |
| 巴爾赫省   | 13       | AF-BAL        | BLH          | 馬扎里沙里夫   | 1,325,659      | 17,249           | 15       | 西北阿富汗 |
| 巴米揚省   | 15       | AF-BAM        | BAM          | 巴米揚         | 487,218        | 14,175           | 7        | 西阿富汗   |
| 代孔迪省   | 10       | AF-DAY        | DYK          | 尼利           | 507,339        | 18,088           | 8        | 西南阿富汗 |
| 法拉省     | 2        | AF-FRA        | FRH          | 法拉           | 507,405        | 48,471           | 11       | 西阿富汗   |
| 法里亞布省 | 5        | AF-FYB        | FYB          | 邁馬納         | 998,147        | 20,293           | 14       | 西北阿富汗 |
| 加茲尼省   | 16       | AF-GHA        | GAZ          | 加茲尼         | 1,228,831      | 22,915           | 19       | 東南阿富汗 |
| 古爾省     | 6        | AF-GHO        | GHR          | 恰赫恰蘭       | 790,296        | 36,479           | 10       | 西阿富汗   |
| 赫爾曼德省 | 7        | AF-HEL        | HEL          | 拉什卡爾加     | 924,711        | 58,584           | 13       | 西南阿富汗 |
| 赫拉特省   | 1        | AF-HER        | HRT          | 赫拉特         | 1,890,202      | 54,778           | 15       | 西阿富汗   |
| 朱茲詹省   | 8        | AF-JOW        | JZJ          | 希比爾甘       | 540,255        | 11,798           | 9        | 西北阿富汗 |
| 喀布爾省   | 22       | AF-KAB        | KBL          | 喀布爾         | 4,372,977      | 4,462            | 18       | 中阿富汗   |
| 坎大哈省   | 12       | AF-KAN        | KRD          | 坎大哈         | 1,226,593      | 54,022           | 16       | 東南阿富汗 |
| 卡比薩省   | 29       | AF-KAP        | KPS          | 馬哈茂德埃拉基 | 441,010        | 1,842            | 7        | 中阿富汗   |
| 霍斯特省   | 26       | AF-KHO        | KST          | 霍斯特         | 574,582        | 4,152            | 13       | 東南阿富汗 |
| 庫納爾省   | 34       | AF-KNR        | KNR          | 阿薩達巴德     | 450,652        | 4,942            | 15       | 東北阿富汗 |
| 昆都士省   | 18       | AF-KDZ        | KDZ          | 昆都士         | 1,010,037      | 8,040            | 7        | 東北阿富汗 |
| 拉格曼省   | 32       | AF-LAG        | LGM          | 米特拉姆       | 445,588        | 3,843            | 5        | 東阿富汗   |
| 洛加爾省   | 23       | AF-LOG        | LGR          | 佩爾埃阿林     | 392,045        | 3,880            | 7        | 中阿富汗   |
| 楠格哈爾省 | 33       | AF-NAN        | NGR          | 賈拉拉巴德     | 1,517,388      | 7,727            | 23       | 東阿富汗   |
| 尼姆魯茲省 | 3        | AF-NIM        | NRZ          | 扎蘭季         | 164,978        | 41,005           | 5        | 西南阿富汗 |
| 努爾斯坦省 | 31       | AF-NUR        | NUR          | 帕倫           | 147,967        | 9,225            | 7        | 東北阿富汗 |
| 帕克蒂亞省 | 24       | AF-PIA        | PAK          | 加德茲         | 551,987        | 6,432            | 11       | 東南阿富汗 |
| 帕克蒂卡省 | 25       | AF-PKA        | PKT          | 沙蘭           | 434,742        | 19,482           | 15       | 東南阿富汗 |
| 潘傑希爾省 | 28       | AF-PAN        | PJR          | 巴薩拉克       | 371,902        | 3,610            | 7        | 中阿富汗   |
| 帕爾旺省   | 20       | AF-PAR        | PRN          | 恰里卡爾       | 664,502        | 5,974            | 9        | 中阿富汗   |
| 薩曼甘省   | 14       | AF-SAM        | SAM          | 薩曼甘         | 387,928        | 11,262           | 5        | 西北阿富汗 |
| 薩爾普勒省 | 9        | AF-SAR        | SRP          | 薩爾普勒       | 559,577        | 16,360           | 7        | 西北阿富汗 |
| 塔哈爾省   | 27       | AF-TAK        | TAK          | 塔盧坎         | 983,336        | 12,333           | 16       | 東北阿富汗 |
| 烏魯茲甘省 | 11       | AF-URU        | ORZ          | 塔林科特       | 386,818        | 12,696           | 6        | 西南阿富汗 |
| 瓦爾達克省 | 21       | AF-WAR        | WDK          | 邁丹城         | 596,287        | 9,934            | 9        | 中阿富汗   |
| 扎布爾省   | 17       | AF-ZAB        | ZBL          | 卡拉特         | 304,126        | 17,343           | 9        | 東南阿富汗 |

## 經濟

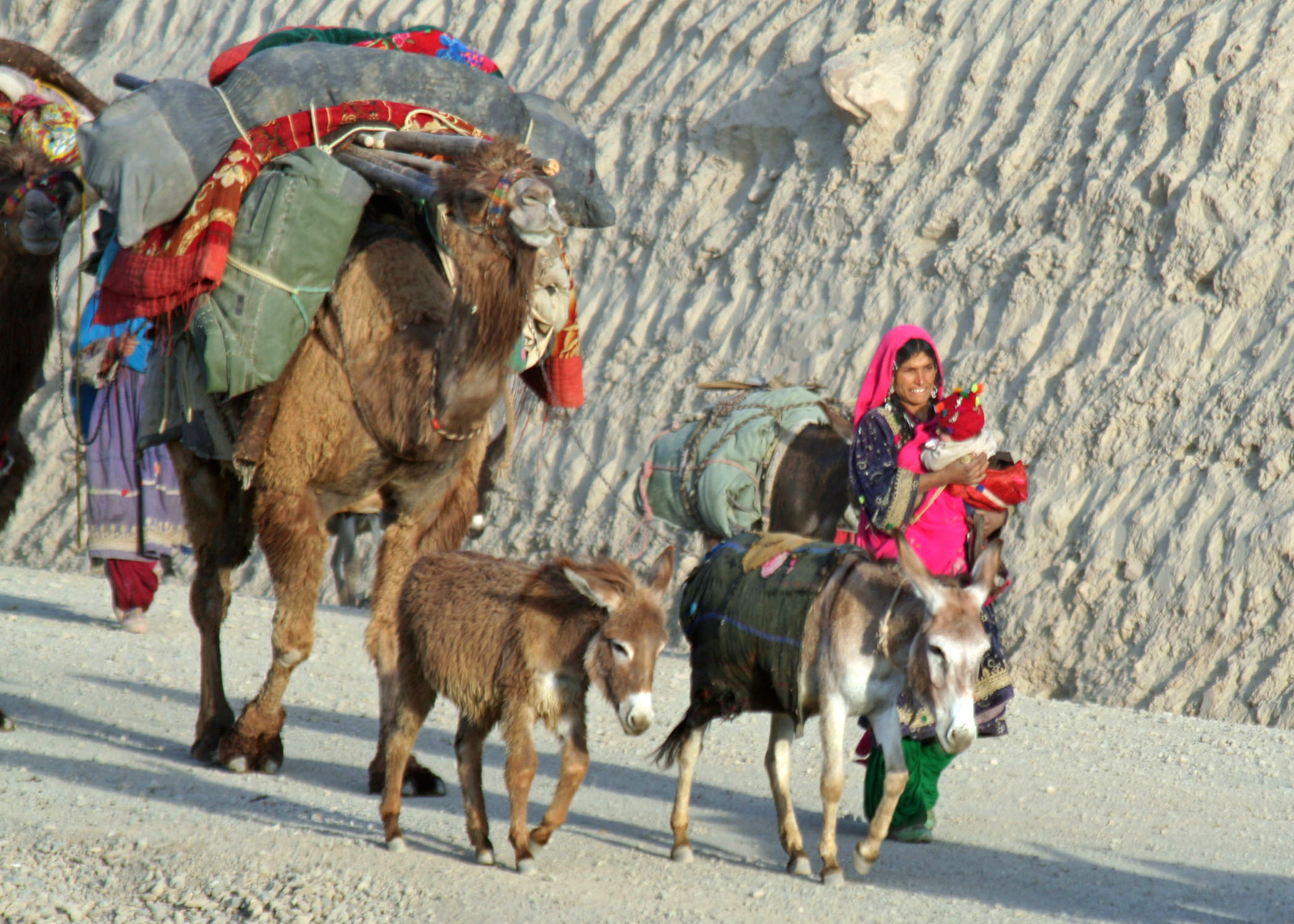
阿富汗即使到了21世紀仍以傳統農業社會為主，百姓以獸類作为生產力來源而少見機械和汽車

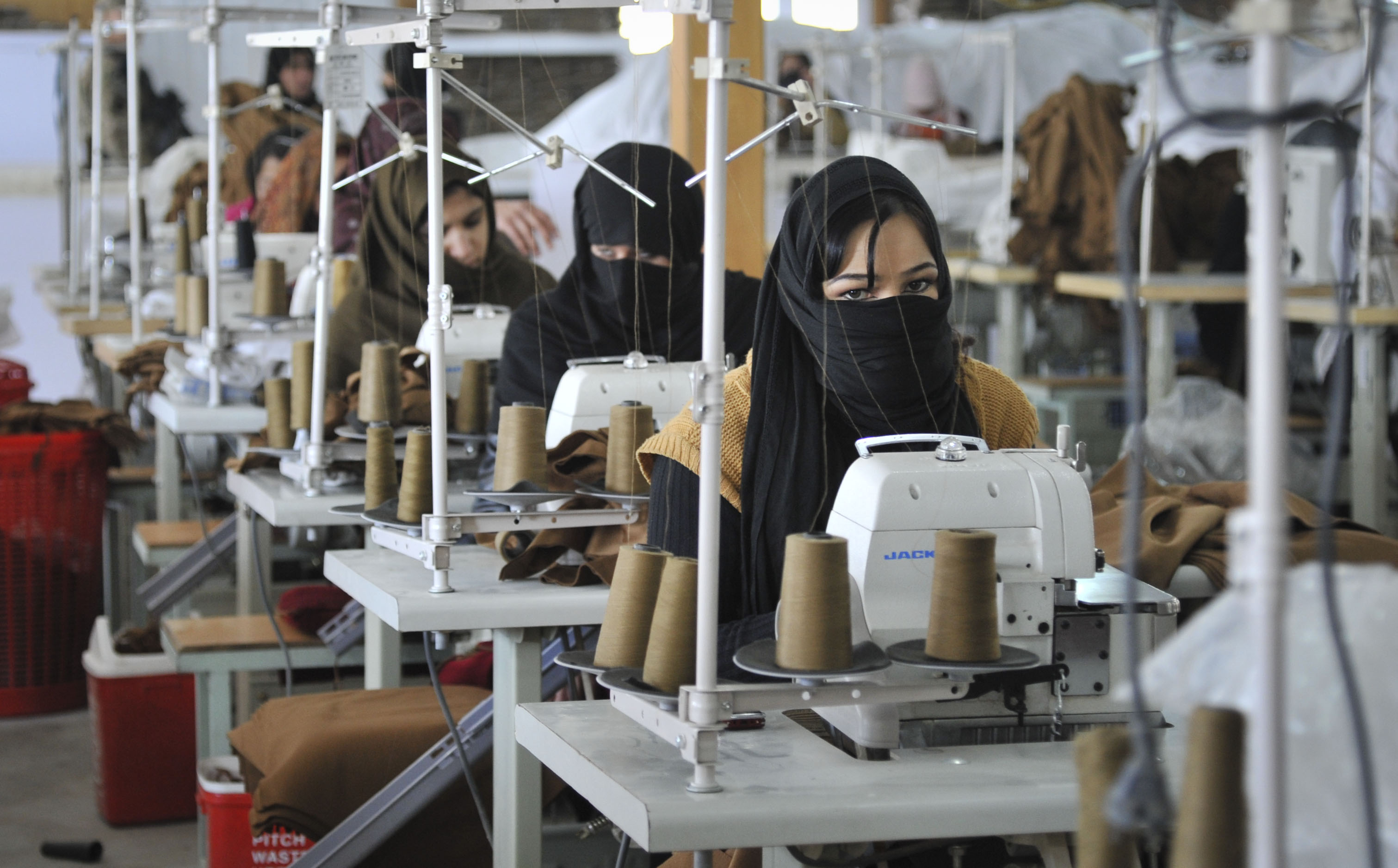
紡織廠

戰後西方數以百億美元的國際援助，農業的恢復，以及市場機制的重新建立讓經濟有所恢復，但多數人還是赤貧狀態，塔利班組織依然掌控西南部大片領土，無人敢涉足此一區域也沒有經濟活動，目前較高端商業投資僅限於首都有軍力保護的幾個商業區，其他地區依然是小農經濟狀態，高度依賴於外援。地理位置處於內陸、不臨近海域，先天註定其貿易不暢，也是長年貧困的原因。

### 毒品

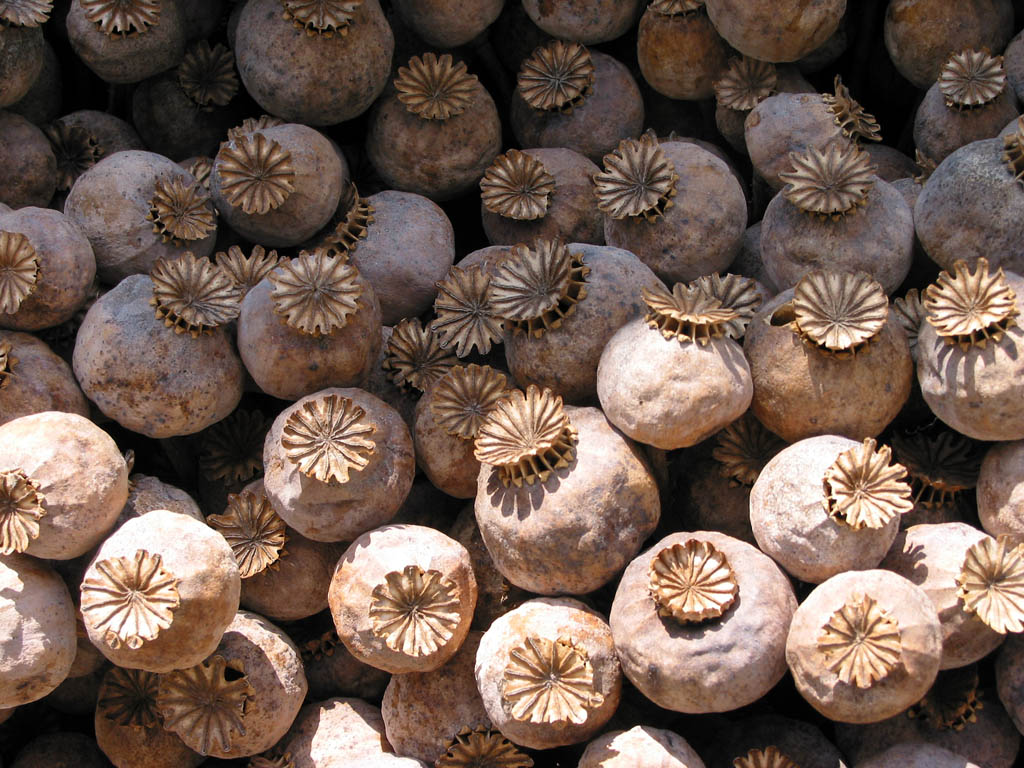
收获的罂粟果实

阿富汗是金新月地带主要的鸦片生产者，从1992年开始（除在2001年塔利班对鸦片下禁令外），超越拉丁美洲地区、金三角等成为世界鸦片生产第一大国。這一地位直至2023年底被緬甸取代。据统计，在2007年里世界市场内92%的非药用鸦片来源于阿富汗。阿富汗是世界上最大罂粟种植国之一，全国大部分省都有罂粟种植，其面积十分广泛。在塔利班对鸦片下禁令前的七年间（1994-2000），阿富汗约有200,000户家庭依靠种植鸦片获得收入。同时，阿富汗也是世界第一大的大麻生产国。

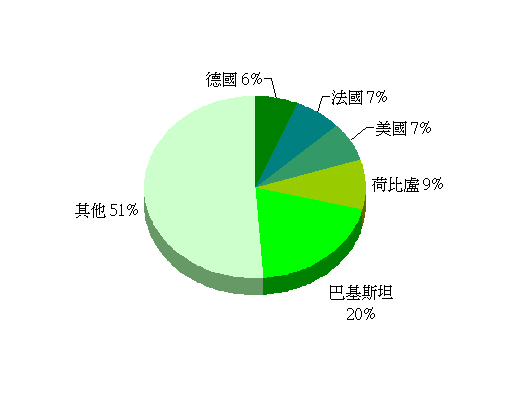
阿富汗2001出口貿易比例
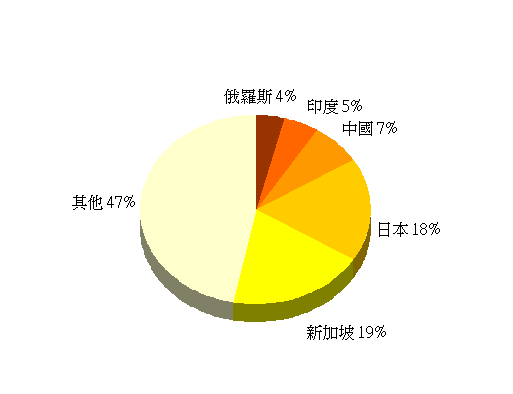
阿富汗2001进口貿易比例
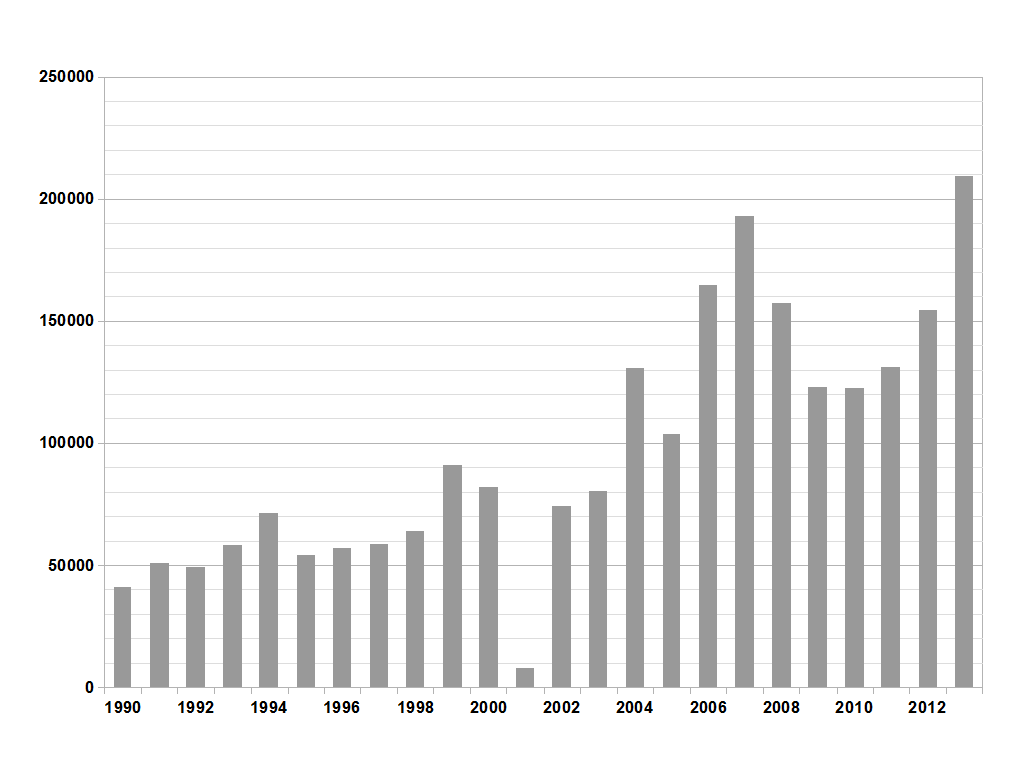
阿富汗罂粟种植面积, 1990–2013 (公顷)

### 旅游

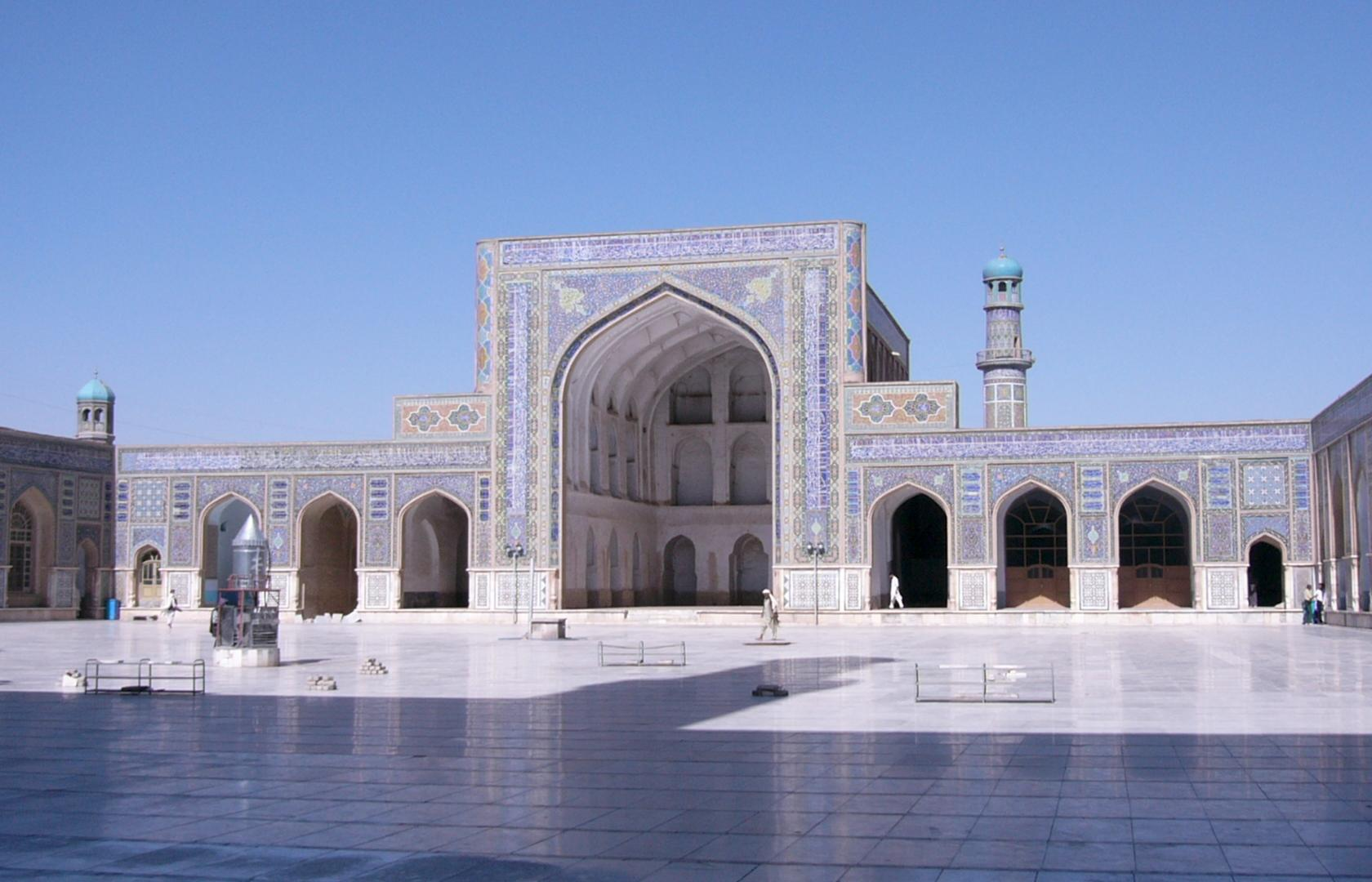
赫拉特的大清真寺

饱受战乱的阿富汗由于国内安全问题，每年光临的外国游客数量极少。目前大部分游客集中在首都喀布尔及巴米扬地区，以及阿富汗西部的赫拉特。物资的极度匮乏也造成了旅游设施的落后，住宿费用尤其高昂。

## 人口
总计：
- 30,419,928（2012年7月）

年龄结构：

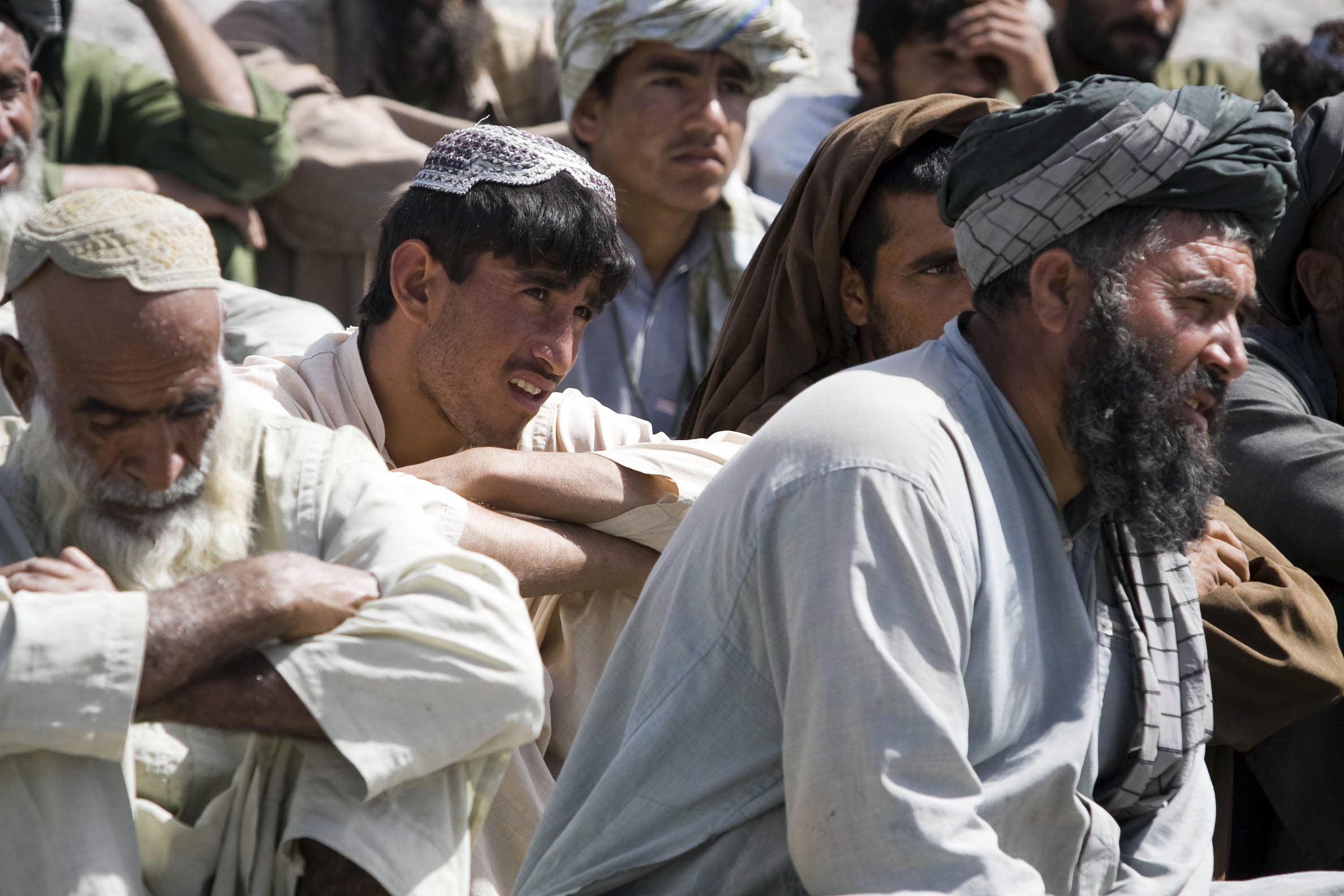
阿富汗穆斯林

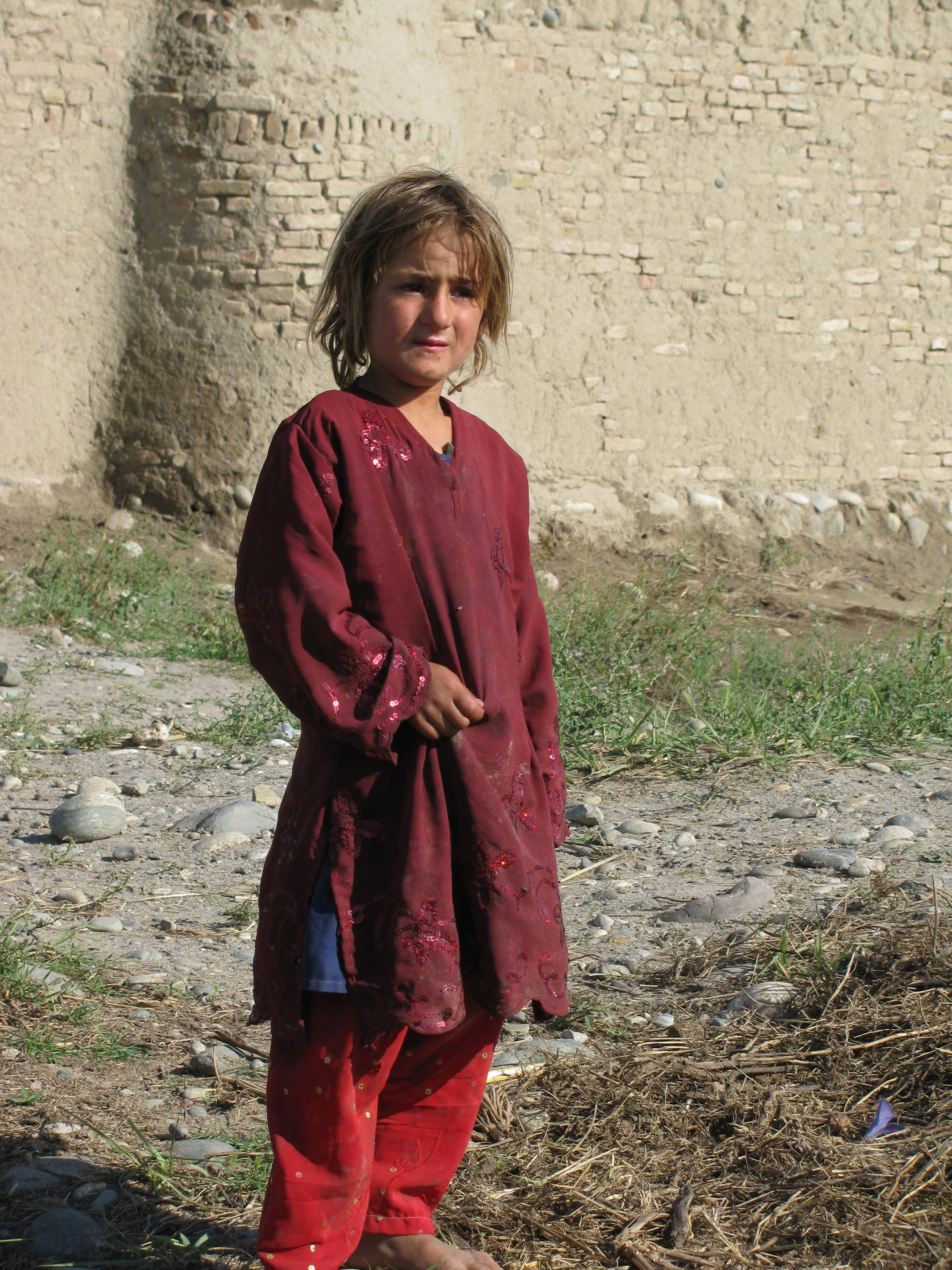
一名阿富汗女孩

- 0-14岁：44.7%（男性6,842,857；女性6,524,485）
- 15-64岁：52.9%（男性8,124,077；女性7,713,603）
- 65岁以上：2.4%（男性353,193；女性370,772，2005年）

年龄中位数：
- 共计：17.56岁
- 男性：17.55岁
- 女性：17.57岁（2005年）

人口增长率：
- 4.77%

这没有考虑最近的战争和持续的冲突（2005年）
出生率：
- 47.02/1,000人（2005年）

死亡率：
- 20.75 /1,000人（2005年）

净迁移率：
- 21.43/1,000人（2005年）

性别比：
- 出生：1.05男性/女性
- 15岁以下：1.05男性/女性
- 15-64岁：1.05男性/女性
- 65岁以上：0.95男性/女性
- 总计：1.05男性/女性（2005年）

婴儿死亡率：
- 共计：163.07/1,000出生婴儿
- 女性：167.79/1,000出生婴儿（2005年）
- 男性：158.12/1,000出生婴儿

平均寿命：
- 总计：42.9岁
- 男性：42.71岁
- 女性：43.1岁（2005年）

总出生率：
- 6.75婴儿/妇女（2005年）

艾滋病成人流行率：
- 0.01%（2001年）

主要传染病：
- 危险程度：高
- 食品和水传播疾病：A型肝炎、伤寒、痢疾
- 细菌疾病：全国200米（公尺）以下高度、3月至11月為疟疾高发期
- 动物接触疾病：狂犬病

### 族群

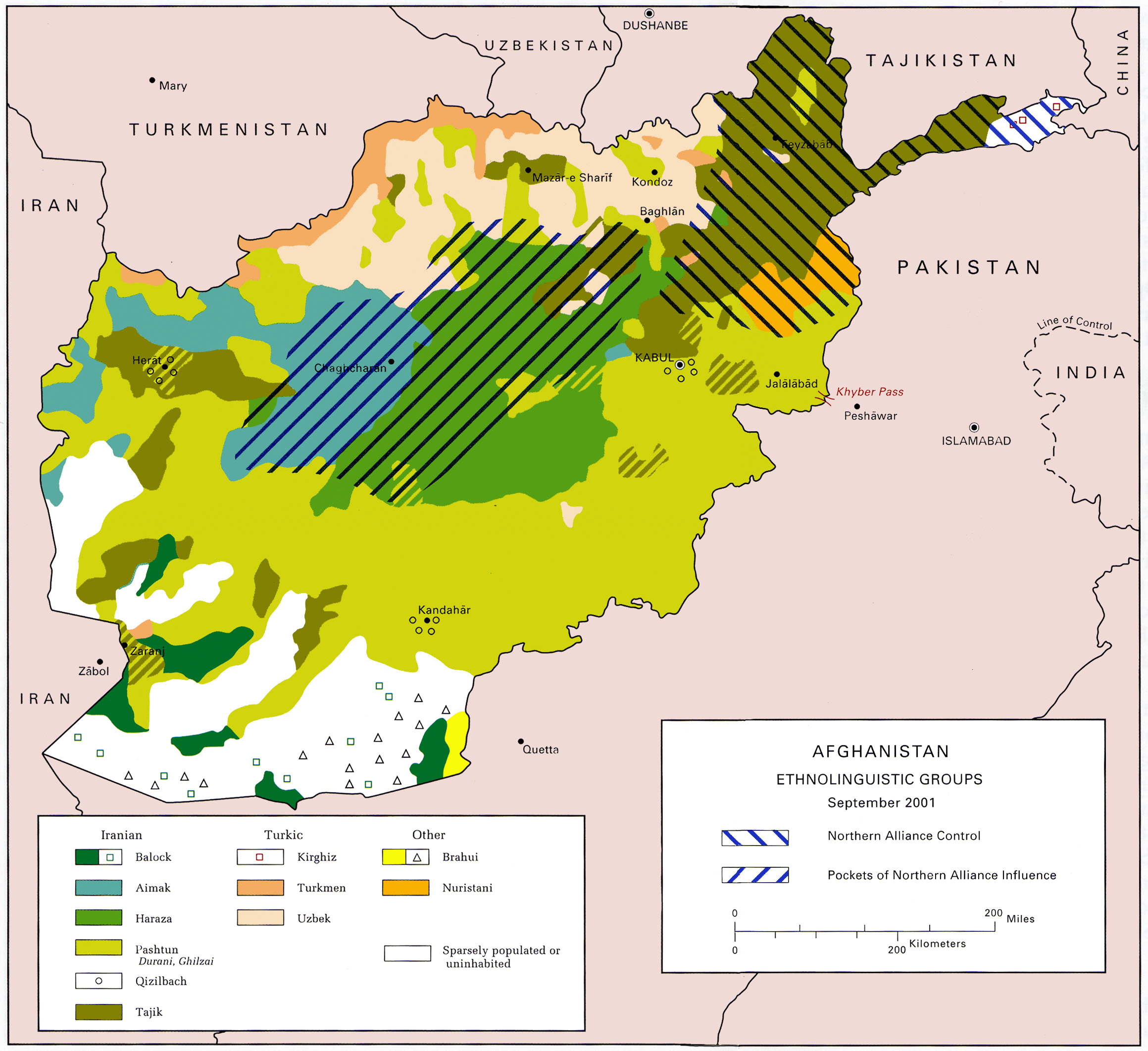
美国陆军绘制的阿富汗语言分布地图

阿富汗是一个多民族的社会。该国的人口分成多个少数民族群体。由于几十年都未有系统的普查，有关各族裔群体的规模和组成的准确数字不可获知。
| 族群                                                                             | 图像 | 世界概况/国会国别研究图书馆估计（2004年—2010年） | 世界概况/国会国别研究图书馆估计（2004年以前） |
| -------------------------------------------------------------------------------- | ---- | ------------------------------------------------ | --------------------------------------------- |
| 普什图人                                                                         |      | 42%                                              | 38－50%                                       |
| 塔吉克人                                                                         |      | 27%                                              | 25－26.3%（包括1%基兹巴什人〔Qizilbash〕）    |
| 哈扎拉人                                                                         |      | 9%                                               | 10－19%                                       |
| 烏茲別克人                                                                       |      | 9%                                               | 6－8%                                         |
| 艾马克人                                                                         |      | 4%                                               | 500,000－800,000                              |
| 土库曼人                                                                         |      | 3%                                               | 2.5%                                          |
| 俾路支人                                                                         |      | 2%                                               | 100,000                                       |
| 其他（帕沙依人（Pashai），努里斯坦人、阿拉伯人、布拉灰人、帕米尔人、古賈爾人等） |      | 4%                                               | 6.9%                                          |

### 宗教
阿富汗主要宗教是伊斯蘭教，穆斯林佔99.7%人口，其他宗教有瑣羅亞斯德教、印度教和錫克教。

## 教育
战后的阿富汗人才奇缺，文盲率高达65％，仅有4％的妇女念过书。阿富汗共和国政府将教育放在非常优先的地位，在国际社会的大力支持下，教育事业取得了显著的进步。2002至2004年间，约有420万学龄儿童重返校园，达到了儿童入学人数的历史最高点。女童受教育权利得以逐步恢复。
2003年，女童在校生比例为30％。高等教育由十余所高等院校执行，包括喀布尔大学等6所综合大学，1所农业研究院，1所工艺学院，1所国家医学院和数所师范学院。目前在政府机关和学校担当要职的官员、学者，清一色为海归派，且大多为欧美地區的海归人士。
世界银行的报告称，目前在阿富汗3000万的人口中，仍有四分之三的人是文盲，国人平均的年薪只有530美元。
2015年的歐洲難民危機吸引大量阿富汗的專業人士到歐洲申請成為難民定居，加劇阿富汗的人才外流。
2021年塔利班复辟后即逐步恢复首次执政时对妇女受教育权的限制：同年起禁止女生就读初级中学；2022年12月20日，宣布禁止所有女性进入大学学习。

## 延伸阅读
[在维基数据编辑]
 《清史稿/卷529》，出自趙爾巽《清史稿》